# 真野文二
- 真野文二
- 眞野文二

真野 文二（まの ぶんじ、1861年12月15日（文久元年11月14日） - 1946年（昭和21年）10月17日）は、明治時代から昭和初期にかけての日本の機械工学者。号は蜂声。
文部省実業学務局長、九州帝国大学（九州大学の前身）総長、貴族院議員、枢密顧問官を歴任した。

## 経歴
江戸幕府の幕臣の子として江戸に生まれる。カロザースの築地大学校で学んだ後、明治14年（1881年）に工部大学校機械工学科を卒業して同校助教授に任ぜられる。明治19年（1886年）にイギリスのグラスゴー大学へ留学して優秀な成績を修め、英国機械学会会員に推挙される。明治22年（1889年）に帰国後、帝国大学工科大学教授となり、翌年には特許局審査官を兼ねた。明治34年（1901年）東京帝国大学教授兼務のまま文部省実業学務局長に任ぜられる。大正2年（1913年）5月9日に九州帝国大学総長に任ぜられ、同15年（1926年）まで務めた。昭和2年（1927年）4月18日に貴族院勅選議員に任ぜられ、昭和14年（1939年）からは枢密顧問官を務める。死別した妻は井深宅右衛門の娘で、井深梶之助の妹サク。
没後の平成19年（2007年）に東京帝国大学時代の講義ノートが「機械遺産」とされた。

## 栄典
位階

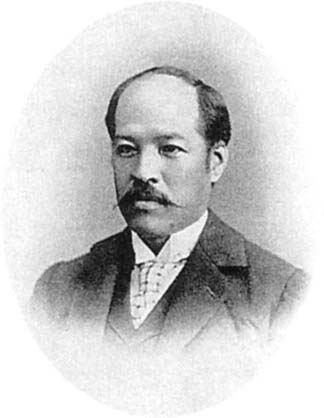
真野文二

- 1885年（明治18年）2月25日 - 正八位[6]
- 1891年（明治24年）12月21日 - 正七位[6][7]
- 1894年（明治27年）2月28日 - 従六位[6]
- 1896年（明治29年）3月30日 - 正六位[6]
- 1898年（明治31年）
  - 4月30日 - 従五位[6]
  - 12月10日 - 正五位[6][8]
- 1904年（明治37年）2月10日 - 従四位[6][9]
- 1909年（明治42年）3月20日 - 正四位[6][10]
- 1914年（大正3年）4月10日 - 従三位[6][11]
- 1921年（大正10年）6月10日 - 正三位[6][12]
- 1939年（昭和14年）12月1日 - 従二位[13][14]
- 1946年（昭和21年）10月17日 - 正二位[13]

勲章等
- 1890年（明治23年）11月1日 - 藍綬褒章[13]
- 1896年（明治29年）3月26日 - 藍綬褒章飾版[13]
- 1899年（明治32年）12月27日 - 勲四等瑞宝章[6][15]
- 1903年（明治36年）
  - 12月14日 - 旭日小綬章[6][16]
  - 12月26日 - 勲三等瑞宝章[6][17]
- 1906年（明治39年）4月1日 - 旭日中綬章[6][18]
- 1910年（明治43年）12月26日 - 勲二等瑞宝章[6][19]
- 1915年（大正4年）11月10日 - 大礼記念章（大正）[6][20]
- 1919年（大正8年）5月24日 - 旭日重光章[21]
- 1920年（大正9年）12月25日 - 勲一等瑞宝章[6]
- 1922年（大正11年）11月30日 - 御紋付銀杯一個・学制頒布五十年記念金牌[6]
- 1928年（昭和3年）11月10日 - 大礼記念章（昭和）・金杯一個[6]
- 1931年（昭和6年）5月1日 - 帝都復興記念章[6]
- 1932年（昭和7年）10月1日 - 朝鮮昭和五年国勢調査記念章[6]
- 1934年（昭和9年）4月29日 - 昭和六年乃至九年事変従軍記章・金杯一個[6]
- 1940年（昭和15年）
  - 4月29日 - 銀杯一組[13]
  - 5月17日 - 旭日大綬章[22]
  - 8月15日 - 紀元二千六百年祝典記念章[13][23]

外国勲章佩用允許
- 1934年（昭和9年）3月1日 - 満州帝国：大満洲国建国功労章[6]
- 1935年（昭和10年）9月21日 - 満州帝国：満州帝国皇帝訪日記念章[6]
- 1941年（昭和16年）12月9日 - 満州帝国：建国神廟創建記念章[13]

## 著作
- 『蜂声集』 真野文二、1941年5月
- 『総長訓示式辞 : 自明治四十四年四月至昭和二十年八月』 九州大学大学史料室編、九州大学大学史料室、1998年3月

## 家族
- 真野正雄 - 長男。電気技術者。

## 関連文献
- 「工学博士真野文二君」（花房吉太郎、山本源太編輯 『日本博士全伝』 博文館、1892年8月）
  - 花房吉太郎、山本源太著 『日本博士全伝』 日本図書センター〈日本人物誌叢書〉、1990年9月、ISBN 4820540300
- 「工学博士 真野文二」（井関九郎監修 『大日本博士録 第五巻 工学博士之部』 発展社出版部、1930年9月）
- 『真野博士長寿祝賀会事業報告』 真野博士長寿祝賀会事務所、1941年3月
- 「真野文二」（国立公文書館所蔵 「枢密院文書・高等官転免履歴書三・昭和十一年〜昭和二十二年」） - アジア歴史資料センター Ref.A06051184300
  - 『国立公文書館所蔵 枢密院高等官履歴 第7巻』 東京大学出版会、1997年3月、ISBN 4130987178
- 武藤茂春 「機械学会の創立者 真野文二」（前田清志編 『日本の機械工学を創った人々』 オーム社〈テクノライフ選書〉、1994年5月、ISBN 4274022587）
- 「真野文二」（三好信浩著 『日本工業教育発達史の研究』 風間書房、2005年12月、ISBN 4759915419）
- 九州大学百年の宝物刊行委員会「第6章 97.歴代総長の肖像」『九州大学百年の宝物』丸善プラネット, 丸善出版 (発売)、2011年、210頁。CRID 1130282270028057856。hdl:2324/1526202。ISBN 9784863450738。